# 에파미논다스 델리요르이스

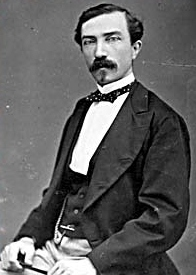
에파미논다스 델리요르이스

에파미논다스 델리요르이스(그리스어: Επαμεινώνδας Δεληγιώργης, 1829년 1월 10일 트리폴리 ~ 1879년 5월 14일 아테네)는 그리스 메솔롱기 출신의 변호사, 기자, 정치가이다.
델리요르이스는 아테네 대학교에서 법학을 공부하였고, 1854년에 정계에 입문하였다. 그는 '위대한 이상'을 옹호하지 않았으며, 대신에 오스만 제국을 자유화하여 당시 오스만 제국이 통치하던 마케도니아, 이피로스, 트라키, 소아시아에 살던 그리스인들의 생활 여건을 향상하는 것이 동방 문제를 해결하는 더 좋은 방안이라고 여겼다. 델리요르이스는 1862년 10월 10일에 오톤 국왕의 폐위를 선언하고 의회 소집을 선언하였다.